# Тауаика Утаату
Тауаика Утаату (тонг. Tau'aika 'Uta'atu; род. 23 декабря 1956, Нукуалофа) — тонганский военный и дипломат.
В 1974 году начал военную карьеру как капрал Королевской гвардии Тонга. С момента получения звания полковника ратовал за увеличение роли гвардии как сухопутных сил. Показал себя хорошим организатором.
В марте 2000 года занял пост командующего Вооружёнными силами Королевства Тонга, был произведён в трёхзвездочные (бригадные) генералы. Во главе тонганских вооружённых сил принимал участие в миротворческих операциях на Соломоновых Островах, где участвовала в основном морская пехота. Сыграл важную роль в действиях вооружённых сил во время гражданских беспорядков в стране в 2005—2006 гг. Вышел в отставку в декабре 2014 года.
В апреле 2015 года назначен Чрезвычайным и Полномочным послом Тонга в Китае.
Женат на Кристин М. Утаату, имеет 4 детей.